# Barcragujn chumb (2022/2023)
Barcragujn chumb 2022/2023 (ze względów sponsorskich zwana jako Fastex Armenia Premier League)
był 31. sezonem najwyższej klasy rozgrywkowej w Armenii w piłce nożnej.
Brało w niej udział 10 drużyn, które od 29 lipca 2022 do 6 czerwca 2023 rozegrały 36 kolejek meczów.
Obrońcą tytułu była drużyna Piunik Erywań. Mistrzostwo po raz pierwszy w historii zdobyła drużyna Urartu Erywań.

## Format rozgrywek
Dziesięć uczestniczących drużyn gra ze sobą czterokrotnie.
Zwycięzca ligi zostaje mistrzem Armenii i kwalifikuje się do I rundy kwalifikacyjnej Ligi Mistrzów UEFA.
Drużyny, które zajmą drugie i trzecie miejsce oraz zdobywca Pucharu Armenii, kwalifikują się do I rundy kwalifikacyjnej Ligi Konferencji Europy UEFA.
W przypadku zdobycia pucharu przez drużynę, która zapewniła sobie grę w europejskich pucharach, awans otrzymuje czwarta drużyna rozgrywek.
Do niższej ligi spada bezpośrednio ostatnia drużyna(Հոդված 6.06.).

## Drużyny
| Uczestnicy poprzedniej edycji | Uczestnicy poprzedniej edycji | Uczestnicy poprzedniej edycji | Uczestnicy poprzedniej edycji |
| --- | ----------------------------- | ----------------------------- | ----------------------------- |
| PIU | Piunik Erywań                 | Erywań                        | 1                             |
| ARM | Ararat-Armenia                | Erywań                        | 2                             |
| ALA | Alaszkert                     | Erywań                        | 3                             |
| ARA | Ararat Erywań                 | Erywań                        | 4                             |
| URA | Urartu Erywań                 | Erywań                        | 5                             |
| NOA | Noah Erywań                   | Erywań                        | 6                             |
| NOR | Norawank                      | Wajk                          | 7                             |
| WAN | Wan Czarencawan               | Czarencawan                   | 8                             |
| BKM | BKMA Erywań                   | Erywań                        | 9                             |
| Awans z Araczin chumb |                               |                               |                               |
| LER | Lernajin Arcach Stepanakert   | Stepanakert                   | 1                             |
| SZI | Szirak Giumri                 | Giumri                        | 2                             |
| Oznaczenia: - kolumna pierwsza – skróty nazw drużyn, - kolumna trzecia – siedziba klubu, - kolumna czwarta – miejsce zajęte w poprzednim sezonie. |                               |                               |                               |

## Tabela
| Lp. | Drużyna               | M  | Z  | R  | P  | B+ | B- | +/– | Pkt | Kwalifikacja lub spadek                               |
| --- | --------------------- | -- | -- | -- | -- | -- | -- | --- | --- | ----------------------------------------------------- |
| 1   | Urartu Erywań (M, P)  | 36 | 26 | 5  | 5  | 68 | 25 | +43 | 83  | Liga Mistrzów UEFA • I runda kwalifikacyjna           |
| 2   | Piunik Erywań         | 36 | 25 | 5  | 6  | 72 | 23 | +49 | 80  | Liga Konferencji Europy UEFA • I runda kwalifikacyjna |
| 3   | Ararat-Armenia Erywań | 36 | 23 | 7  | 6  | 70 | 27 | +43 | 76  | Liga Konferencji Europy UEFA • I runda kwalifikacyjna |
| 4   | Alaszkert Erywań      | 36 | 20 | 6  | 10 | 58 | 37 | +21 | 66  | Liga Konferencji Europy UEFA • I runda kwalifikacyjna |
| 5   | Wan Czarencawan       | 36 | 11 | 7  | 18 | 38 | 59 | −21 | 40  |                                                       |
| 6   | Ararat Erywań         | 36 | 10 | 8  | 18 | 29 | 42 | −13 | 38  |                                                       |
| 7   | Szirak Giumri         | 36 | 10 | 6  | 20 | 25 | 55 | −30 | 36  |                                                       |
| 8   | Noah Erywań           | 36 | 8  | 8  | 20 | 34 | 66 | −32 | 32  |                                                       |
| 9   | BKMA Erywań           | 36 | 7  | 11 | 18 | 36 | 53 | −17 | 32  |                                                       |
| 10  | Lernajin Arcach (S)   | 36 | 5  | 7  | 24 | 16 | 59 | −43 | 22  | spadek do Araczin chumb                               |

1. 1 2  Liczba wygranych meczów: Noah 8, BKMA 7

## Wyniki spotkań
| Gospodarz \ Gość      | ALA | ARA | AAR | BKM | LER | NOA | PYU | SHI | URA | VAN | ALA | ARA | AAR | BKM | LER | NOA | PYU | SHI | URA | VAN |
| --------------------- | --- | --- | --- | --- | --- | --- | --- | --- | --- | --- | --- | --- | --- | --- | --- | --- | --- | --- | --- | --- |
| Alaszkert Erywań      |     | 2–0 | 1–1 | 1–0 | 2–1 | 5–0 | 1–2 | 3–0 | 0–0 | 0–0 |     | 0–1 | 0–0 | 1–2 | 1–0 | 3–0 | 1–2 | 3–0 | 3–2 | 3–1 |
| Ararat Erywań         | 0–1 |     | 0–2 | 0–0 | 0–0 | 2–1 | 1–0 | 0–1 | 0–2 | 1–0 | 2–4 |     | 1–3 | 1–1 | 2–0 | 1–0 | 0–2 | 1–2 | 0–0 | 1–3 |
| Ararat-Armenia Erywań | 4–1 | 2–1 |     | 1–0 | 1–0 | 3–0 | 0–0 | 3–0 | 0–1 | 4–0 | 0–1 | 2–1 |     | 2–1 | 0–0 | 3–0 | 1–1 | 1–0 | 2–2 | 4–1 |
| BKMA Erywań           | 2–4 | 2–1 | 2–2 |     | 0–1 | 2–2 | 1–1 | 0–1 | 1–4 | 0–3 | 1–1 | 0–1 | 2–5 |     | 2–1 | 0–1 | 1–1 | 0–1 | 0–2 | 5–1 |
| Lernajin Arcach       | 0–1 | 2–1 | 0–1 | 1–1 |     | 0–0 | 1–1 | 0–0 | 1–2 | 0–1 | 1–3 | 0–3 | 0–2 | 0–3 |     | 0–2 | 0–6 | 0–1 | 0–4 | 0–2 |
| Noah Erywań           | 3–4 | 0–0 | 1–2 | 0–0 | 0–1 |     | 0–1 | 1–3 | 0–6 | 2–2 | 3–2 | 2–1 | 2–1 | 1–2 | 2–0 |     | 1–3 | 3–3 | 0–2 | 1–0 |
| Piunik Erywań         | 5–1 | 2–1 | 0–1 | 3–1 | 1–0 | 3–0 |     | 1–0 | 0–3 | 0–1 | 1–0 | 2–0 | 4–1 | 3–0 | 2–0 | 2–0 |     | 4–1 | 0–1 | 4–0 |
| Szirak Giumri         | 0–2 | 0–0 | 0–5 | 1–0 | 1–2 | 2–0 | 0–1 |     | 0–2 | 1–1 | 0–1 | 0–0 | 0–2 | 1–1 | 1–0 | 0–2 | 0–4 |     | 2–3 | 1–0 |
| Urartu Erywań         | 1–1 | 2–1 | 1–0 | 1–0 | 2–3 | 3–1 | 2–1 | 1–0 |     | 0–1 | 1–0 | 1–1 | 0–3 | 1–0 | 3–0 | 1–0 | 1–3 | 3–1 |     | 2–0 |
| Wan Czarencawan       | 1–0 | 0–2 | 0–4 | 2–2 | 1–1 | 2–2 | 0–3 | 2–1 | 0–1 |     | 0–1 | 3–1 | 1–2 | 0–1 | 4–0 | 1–1 | 1–3 | 3–0 | 0–5 |     |

## Najlepsi strzelcy
| Bramki | Strzelcy         | Drużyna               |
| ------ | ---------------- | --------------------- |
| 17     | Luka Juričić     | Piunik Erywań         |
| 17     | Yusuf Otubanjo   | Piunik Erywań         |
| 13     | Wilfried Eza     | Ararat-Armenia Erywań |
| 11     | Bladimir Díaz    | Alaszkert Erywań      |
| 10     | Artak Jedigarian | Alaszkert Erywań      |
| 10     | Tenton Yenne     | Ararat-Armenia Erywań |
| 9      | Hugo Firmino     | Ararat-Armenia Erywań |
| 9      | Thiago Galvão    | Alaszkert Erywań      |
| 9      | Dmytro Khlyobas  | Urartu Erywań         |
| 9      | Edgar Movsesyan  | Wan Czarencawan       |
| 8      | Narek Grigorian  | Urartu Erywań         |
| 8      | Levon Vardanyan  | Noah Erywań           |

Źródło: 

## Stadiony
| Alaszkert Erywań  |
| ----------------- |
| Stadion Alaszkert |
|                   |

| Ararat Erywań Piunik Erywań |
| --------------------------- |
| im. Wazgena Sarkisjana      |
|                             |

| Ararat-Armenia Erywań BKMA Erywań |
| --------------------------------- |
| Stadion Akademii Piłkarskiej      |
|                                   |

| Lernajin Arcach Stepanakert |
| --------------------------- |
| Arevik Stadium              |
|                             |

| Noah Erywań     | Noah Erywań    |
| --------------- | -------------- |
| Stadion Miejski | Stadion Kotajk |
|                 |                |

| Szirak Giumri   |
| --------------- |
| Stadion Miejski |
|                 |

| Urartu Erywań  |
| -------------- |
| Stadion Urartu |
|                |

| Wan Czarencawan |
| --------------- |
| Stadion miejski |
|                 |

Źródło: 